# Compton (Test Valley)
Compton – przysiółek w Anglii, w Hampshire, w dystrykcie Test Valley, w civil parish King’s Somborne. Leży 14,1 km od miasta Winchester, 17,9 km od miasta Southampton i 111,6 km od Londynu. Compton jest wspomniana w Domesday Book (1086) jako Cuntune.